# Ingøya
Ingøya eller Ingøy (nordsamisk: Fávle-Iččát) er en ø i Måsøy kommune i Troms og Finnmark fylke i Norge. Ingøya ligger nord for Rolvsøya og har 13 indbyggere, de fleste i bygden Inga på nordsiden af øen. Ingøy har hurtigbådsforbindelse til Havøysund, Rolvsøya og Hammerfest.

## Historie
I 1530 boede der omkring 360 mennesker på Ingøy. 300 var bosatt i Inga, 60 i Gåsnes. Der var også fiskevær på Ingøya med havsamiske beboere, og danske embedsmænd var også repræsenteret. På denne tid var Ingøya regnet blandt de største fiskevær i Finnmark ved siden af Vardø.
Ingøya dukker op på nederlandske kort i 1570, som et af meget få navngivne steder i Finnmark. Øen blev navngivet Ingen, som også er navnet på en middelalderby i Nederland. Ingøya var et vigtigt handelssted omkring 1800, mellem faktorene på stedet var Edvard Eilert Christie.
Da Måsøy blev etableret som selvstændig kommune i 1839, blev Ingøya kommunecenter. Stedet havde rådhus, bank, tre butikker, posthus, flere skoler og 12 fiskebrug.
6. juni 1940 blev radiosenderen Ingøy kringkaster bombet af et Focke-Wulf Fw 200 bombefly. To ansatte ved stationen omkom i angrebet. Tyskerne genopbyggede derefter stationen til militære formål. Den 22. august 1944 angreb engelske fly af typen Grumman F6F Hellcat stationen og skød den i brand.
Nord for Ingøy ligger Fruholmen fyr, som er verdens nordligste fyrstation. Fyret blev sat i drift 25. august 1866, og var bemandet frem til 2006, da fyret blev automatiseret.
På øen står den 362 meter høje radiomast Ingøy kringkaster, som sender NRKs radioudsendelser til havområderne nord for Finnmark. Radiomasten blev opsat i 2000, og er Skandinaviens højeste bygningsværk.
Mod slutningen af 1500-tallet var hollandske hvalfangere stationeret i Mafjorden. Omkring 1615 deltog også britiske skibe i hvalfangsten med Ingøy som base. Disse fangede for Det moskovittiske kompagni. Ved slutningen af 1800-tallet og begyndelsen af 1900-tallet etablerede norske hvalfangstselskaber et anlæg i Mafjorden.
1. maj 2017 blev fiskebruget på Ingøy nedlagt af ejerne, Fjordlaks i Ålesund, som hævdede at videre drift ikke var lønsomt. Selskabet har senere nægtet at sælge fiskebruget til andre aktører. 
På Gåsnes er der turistvirksomhed med overnatning og bådtransport.